# Jan Fyt

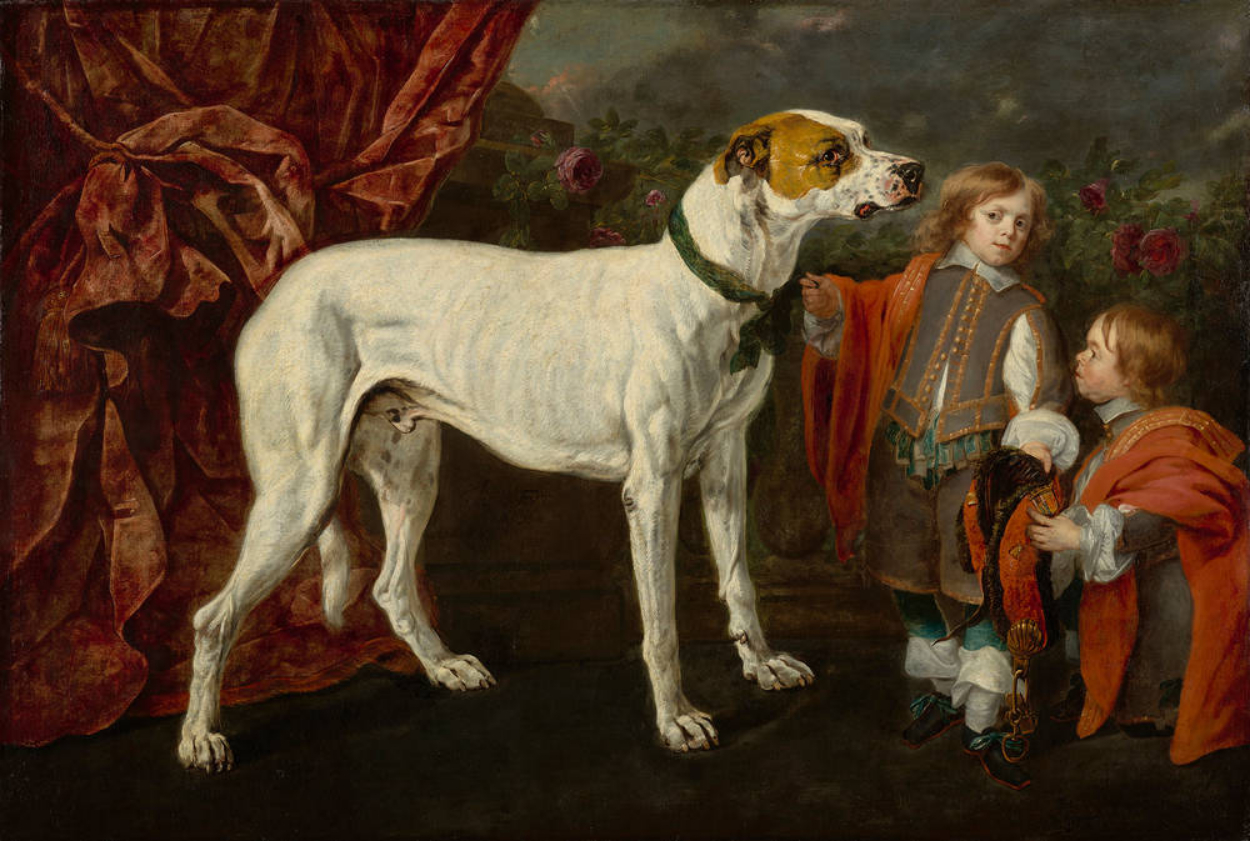
Großer Hund, Zwerg und Knabe, 1652

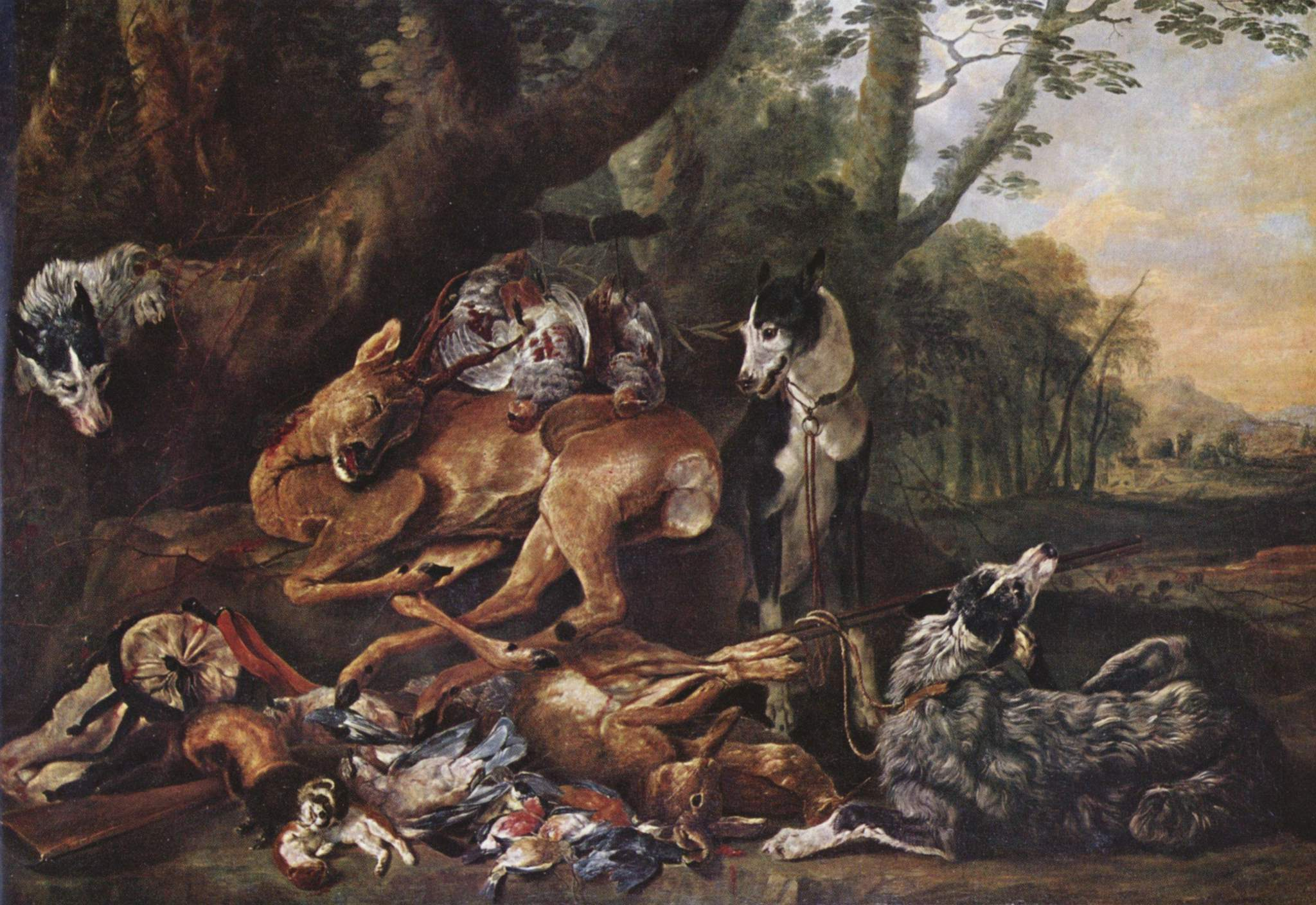
Jagdbeute, 1649

Jan Fyt, oder Johannes Fyt oder Jan Fijt (* 15. März 1611 in Antwerpen; † 11. September 1661 ebenda) war ein flämischer Maler und gilt neben seinem Lehrer Frans Snyders als bedeutendster Maler von Stillleben im Goldenen Zeitalter der Niederlande.
Fyt war der Sohn des wohlhabenden Antwerpener Kaufmanns Peter Fyt, der ursprünglich aus Sankt Niklaus in der Schweiz stammte, und dessen Frau Esther de Meere. 1621 wurde er in der Lukasgilde seiner Heimatstadt registriert, weil er eine Ausbildung in der Werkstatt des Malers Hans van den Bergh, eines Schülers von Hendrick Goltzius, begann. Er wechselte jedoch bald als Schüler zu Frans Snyders, dem bedeutendsten niederländischen Maler von Stillleben seiner Zeit. 1629 wurde er als Meister in die Lukasgilde aufgenommen, arbeitete aber noch bis 1631 als Assistent in Snyders Werkstatt.
Von 1633 bis 1634 lebte Fyt in Paris und brach im Sommer 1635 zu einer Reise nach Italien auf. Über Venedig, wo er u. a. für Niccolò Sagredo und die Contarini-Familie arbeitete, gelangte er nach Rom. Dort schloss er sich der niederländischen Malern der „Schildersbend/Bentvueghels“ (Bilderbande) an und erhielt den Spitznamen „Goudvink“ (Goldfink). Weitere Stationen seiner Italien-Reise waren Neapel, Florenz und Genua. Der italienische Kunsthistoriker Pellegrino Antonio Orlandi (1660–1727) erwähnt anschließende Aufenthalte von Fyts in Spanien und London.
Ab dem 5. September 1841 nachweislich zurück in Antwerpen, betrieb er seitdem sehr erfolgreich seine eigene Werkstatt. 1650 trat er der Romanistengilde bei, in die ausschließlich Antwerpener Maler aufgenommen wurden, die in Rom gearbeitet hatten. Zu dem einst von Marten de Vos gegründeten, illustren Kreis gehörten u. a. Jan Brueghel der Ältere, Hendrik van Balen der Ältere, Abraham Janssens und Peter Paul Rubens. 1652 wählte ihn die Gilde zum Vorsitzenden. In seiner eigenen Werkstatt unterrichtete Fyt u. a. Jeroom Pickaert, Jacob van de Kerckhoven und Pieter Boel, der sein bedeutendster Schüler werden sollte. Auch dessen Schüler David de Coninck (1636–1687) orientierte sich an Fyt.
Am 22. März 1654 heiratete er Johanna Francisca van den Zande, die ebenfalls aus einer Antwerpener Kaufmannsfamilie stammte und erwarb zwei Jahre später ein Haus in der Stadt. Zusammen hatten beide 4 Kinder.
Fyts starb am 11. September 1661 nach offenbar längerer, schwerer Krankheit (er hatte am 14. Juli 1661 sein Testament geschrieben), nur kurz nach seinem 50. Geburtstag.
Er wurde bereits von den Zeitgenossen als besonders auf Jagdstillleben spezialisierter Maler geschätzt, der dabei auch mit anderen Malern, wie z. B. mit Jacob Jordaens, Jan Brueghel dem Jüngeren und Erasmus Quellinus II. zusammenarbeitete. Durch seinen frühen Tod gewann er noch an Bedeutung in Sammlerkreisen. Auch Tierbilder, Früchte- und Blumenstillleben gehören zu seinen bevorzugten Genres.

## Stil und Würdigung
„Sein Stil basiert auf dem von Snyders, von dem einige Werke mit dem von Fyt verwechselt wurden, obwohl seine Gemälde im Gegensatz zur Vorliebe seines Meisters für Lokalkolorit durch eine charakteristische allgemeine Farbgebung auffallen. Die Farbgebung von Fyt basiert auf Braun-, Grün- und Grautönen. Diese Farbgebung könnte durch seine Aufenthalte in Paris und Italien beeinflusst worden sein. Auch die Auswahl der Motive unterscheidet ihn von Snyders, denn Fyt bevorzugt konzentriertere Kompositionen mit Motiven, die stets asymmetrisch angeordnet sind, in einer Hierarchie innerhalb und außerhalb der Hauptbildfläche. Die Licht- und Schattenkontraste, die die dargestellten Elemente durchdringen, verleihen ihnen eine größere Plastizität und Dynamik, ebenso wie die Einbeziehung vertikaler Elemente, in denen Armbrüste, Gewehre, Steine und antike Skulpturen zu sehen sind. Seine Stillleben sind oft im Freien angesiedelt, wo Bäume im Hintergrund und Jagdhunde, die ihre Beute bewachen, häufig zu sehen sind. Auch seine Jagdszenen, die sich an denen von Snyders orientieren, sind häufig, ebenso wie Szenen von Bauernhöfen“ (José Juan Pérez Preciado).

## Werke in Sammlungen
Frühe Sammler seine Werke waren u. a. Gaspar de Haro y Guzmán im 17. Jahrhundert, der spanische König Philipp V. durch seine Heirat mit Elisabetta Farnese im 18. Jahrhundert und die Herzöge von Pastrana im 18./19. Jahrhundert. Alle diese Sammlungen gingen auf das Museo del Prado über, welches mit 11 Werken von Jan Fyt heute eine umfangreiche Sammlung besitzt. Diese wird nur übertroffen durch die 18 Werke, die sich im Besitz der Alten Pinakothek in München befinden. Darin enthalten ist der vierteilige großformatige (193/195 × 305/308 cm) Jagdzyklus, der einst im Besitz von Clemens August von Bayern, Kurfürst und Erzbischof von Köln gewesen ist, 1767 von der Stadt Solingen  erworben wurde und dann als Schenkung an den Bayerischen Kurfürsten Karl Theodor gelangte.
Der größte private Sammler des 19. Jahrhunderts von Fyts Gemälden war der österreichisch-französische Kunsthändler Charles Sedelmeyer, bei dessen Sammlungsverkauf 1907 in Paris 9 Jagdstillleben des Meisters zur Versteigerung kamen.
Bedeutende Werke in öffentlichen Sammlungen sind heute:
- Korb und tote Vögel, 60,3 × 76,8 cm, Metropolitan Museum of Art, New York
- Stillleben mit Blumen, Früchten und Papagei, 134 × 171 cm, Eremitage, Sankt Petersburg
- Vase mit Blumen und 2 Bündeln Spargel, 63,7 × 75,4 cm, Museo Thyssen-Bornemisza, Madrid
- Stillleben mit einem Knaben, 1644/45, 174 × 224 cm, Kunsthistorisches Museum Wien
- Jagdstilleben mit einem Hund, 1649, 74 × 121 cm Museo del Prado, Madrid
- Jagdstillleben mit 2 Hunden und Papagei, 193 × 305 cm, Alte Pinakothek, München (Inv.-Nr. 199)
- Rehjagd, 195 × 307 cm, Alte Pinakothek, München (Inv.Nr. 203)
- Bärenjagd, 195 × 308 cm, Alte Pinakothek, München (Inv.Nr. 255)
- Sauhatz, 193 × 305 cm, Alte Pinakothek, München (Inv.-Nr. 259)
- Jagdstillleben mit Musikinstrumenten, 177,5 × 276,5 cm, Alte Pinakothek, München
- Toter Schwan und andere Vögel mit Hunden, 170 × 246,5 cm, National Trust, Kedleston Hall
- Hunde beim erlegten Wild, 138,3 × 198,5 cm, Gemäldegalerie, Berlin
- Stillleben mit Jagdhund und toten Vögeln, 1647, 47,3 × 62,4 cm, Städel Museum, Frankfurt am Main